# السمنة في السعودية
تعتبر السمنة مصدر قلق صحي في السعودية، حيث تفيد التقارير الصحية بأن السمنة تعد أحد الأسباب الرئيسية للوفيات في المملكة العربية السعودية. وفقاً لمجلة فوربس فإن السعودية تحتل المرتبة 29 كأكثر البلدان في العالم بدانة، حيث يعاني حوالي 68.3% من السعوديين من زيادة الوزن (مؤشر كتلة الجسم> 25) حسب اللائحة الصادرة سنة 2007. وما يزيد المشكلة أنه وفقاً للعرض المُقدّم في المؤتمر الدولي الثالث للسمنة في فبراير سنة 2014، أن العمليات الجراحية المتعلقة بالسمنة ليست مشمولة في إطار الرعاية الصحية بالسعودية. وأفاد تقرير لصحيفة عكاظ عام 2018 أن مجلس الشورى السعودي يناقش إقرار قوانين توفر رعاية صحية لمن يعانون من مرض السمنة. ذكرت دراسة للمكتب التنفيذي لمجلس وزارة الصحة الخليجي أن عدد الوفيات بسبب أمراض السمنة في السعودية يقارب 20 ألف حالة سنوياً، وتتسبب في إنفاق نحو 19 مليار سنويا. وذكر التقرير تخطيط وزارة الصحة لتنفيذ 10 مبادرات وضعتها ضمن الإستراتيجية الصحية، أبرزها خفض معدلات السمنة وتعزيز مستوى الصحة العامة لتصبح المملكة من ضمن الدول العشرين الأكثر تقدما.

## الإحصائيات
في منتصف عام 2016، أصدرت وزارة الصحة السعودية إحصائيات تفيد بأن 40% من السعوديين الذكور يعانون من السمنة، بينما تعاني منها نحو 62% من السعوديات، وتحتل بذلك السعودية المرتبة الثالثة عالميًا في نسبة إصابة النساء بالسمنة، كما تظهر دراسة أجراها كرسي أبحاث السمنة بـ «جامعة الملك سعود» إصابة ثلاثة أرباع المجتمع السعودي بالسمنة بنسبة 70% للرجال و75% للنساء، وتوضح الإحصائيات أن أكثر من 80% من حالات مرض السكري من النوع الثاني في السعودية لها علاقة بالسمنة. ووفقًا لمنظمة الصحة العالمية، تعتبر السعودية واحدة من أكثر عشر دول في العالم إصابة بمعدلات السمنة، حيث يعاني حاليًا نحو 65% من البالغين في السعودية من الوزن الزائد، ويعاني 28% من السمنة، ويؤدي ذلك إلى إصابة هؤلاء في الغالب بأمراض مرتبطة بالوزن الزائد، مثل داء السكري من النوع الثاني، وارتفاع ضغط الدم، إضافة إلى الاضطراب العاطفي والقلق المصاحبين للسمنة.
وأشارت صحيفة عكاظ عام 2018 إلى وجود أكثر من 3 ملايين طفل سعودي مصاب بمرض السمنة، وأن أكثر من 36% من سكان السعودية مصابون بمرض البدانة القاتلة.
في ديسمبر 2018، أُعلن خلال «منتدى الرياض للسمنة» الذي أقيم بمدينة «سلطان بن عبد العزيز للخدمات الإنسانية» اقتراب نسبة السمنة في السعودية من 40%. وأكد رئيس الجمعية السعودية لطب وجراحة السمنة، عدنان مفتي، أن المنطقة الشرقية تتصدر نسبة الإصابة بسبب «نمط الحياة والسلوك الغذائي وطبيعة الأجواء هناك». كما تمت الإشارة إلى أن نسبة إصابة النساء أعلى من الرجال.

## الأسباب
يعتبر النظام الغذائي للسعوديين غنيًّا جدًا بالدهون المشبعة والزيوت والسكريات، كما يعتقد أن أنماط ضعف النشاط البدني، والاعتماد الكلي على التكنولوجيا تزيد من فرص الإصابة السمنة. وتظهر أرقام نشرتها مجلة «ذا لانسيت» الطبية البريطانية أن السعودية، في ترتيب أكثر الدول كسلًا، فحسب المجلة وصلت نسبة الخمول البدني في السعودية إلى نحو 68%، وقد تزيد الظروف النفسية من فرص الإصابة بالسمنة في السعودية، إذ يعاني 20% من السعوديين من الاكتئاب، ويعاني نحو 40% من اضطرابات النوم، وتؤدي هذه الاضطرابات النفسية إلى اضطرابات في النظام الغذائي مما قد يزيد من احتمال الإصابة بالسمنة. كما ينسب أستاذ الغذاء والتغذية بجامعة الملك سعود «محمد بن صالح العمري» ارتفاع نسب السمنة بالمملكة إلى «الظروف المتغيرة في التحسن الكبير لمستوى المعيشة لدى سكان المملكة، وتغير النمط الغذائي الاستهلاكي وتنوع مصادر وأشكال الأغذية وطرق إعدادها وتصنيعها، وارتفاع محتواها من النشويات والسكريات والدهون، بالإضافة إلى عدم ممارسة الرياضة بالشكل المطلوب والاعتماد على وسائل المواصلات المريحة وطول فترات الجلوس والخمول وغيرها من الأنماط الحياتية غير الصحيحة».